# نوبويوكي زايزن
نوبويوكي زايزن (باليابانية: 財前 宣之) (مواليد 19 أكتوبر 1976)، هو لاعب كرة قدم ياباني سابق كان يلعب كلاعب وسط.

## وصلات خارجية
- نوبويوكي زايزن على موقع الاتحاد الدولي (مؤرشف)  (الإنجليزية)
- نوبويوكي زايزن على موقع رابطة كرة القدم اليابانية للمحترفين (اليابانية)
- نوبويوكي زايزن على موقع قاعدة بيانات كرة القدم.إي يو (الإنجليزية)
- نوبويوكي زايزن على موقع Soccerway.com (الإنجليزية)
- نوبويوكي زايزن على موقع عالم كرة القدم.نت (الإنجليزية)
- نوبويوكي زايزن على موقع كووورة